# Gulbarga
Gulbarga (en kannada ಕಲಬುರ್ಗಿ, en urdú: گلبرگہ) és una ciutat i municipi de l'Índia a Karnataka, capital de la divisió de Gulbarga i del districte de Gulbarga. És a uns 200 km d'Hyderabad. La seva població al cens de 2001 era de 427.929 habitants i actualment (2009) es creu que ja ha passat del mig milió. El 1881 era de 22.834 habitants. Fou coneguda també com a Kulbarga.

## Història
La regió fou dominada pels rashtrakutes al segle VI; la van perdre davant els chalukyes que hi van governar dos-cents anys; van seguir els kolacharis que van dominar fins al segle xii seguint els yadaves de Devagiri i els hoysales; pel mateix temps els rages kakatiyes de Warangal van obtenir una hegemonia a la regió i van dominar els futurs districtes de Gulbarga i Raichur.
El 1321 la regió junt amb Warangal i Bidar, fou conquerida per Tughluk Shah I (1320-1325) sultà de Delhi. El 1323 hi va enviar el seu fill Alagh Khan (després Mahmud Tughluk) per reprimir una revolta. La revolta dels amirs o governadors militars nomenats per Delhi (1345) va portar a la creació poc després de la dinastia bahmànida el 1347 amb Zafar Khan que es va coronar amb el nom i títol d'Ala al-Din Hasan Gangu Bahman, que va establir la seva capital a Gulbarga, anomenada per un temps Ahsanabad. Va restar la capital fins que Shihab al-Din Ahmad I (1422-1436) la va traslladar a Bidar (1432). Després Gulbarga va perdre importància.
Al final del segle xv la dinastia bahmànida es va descompondre i el sultanat es va dividir en cinc sultanats independents: el sultanat de Bijapur, el sultanat de Bidar, el sultanat de Berar, el sultanat d'Ahmednagar i el sultanat de Golconda. La ciutat de Gulbarga va quedar dins el sultanat de Bidar però bona part del districte va quedar dins Bijapur.
Bijapur va ocupar Gulbarga el 1504 i encara que fou recuperada per Amir Barid el 1514 no la va poder conservar i Bijapur la va recuperar restant en mans dels adilshàhides. Mir Jumla el general d'Aurangzeb va conquerir Gulbarga el 1657 després d'un setge. El sultanat de Bijapur fou annexionat el 1686 i va passar a l'Imperi Mogol; però a la mort d'Aurangzeb (1707) l'Imperi va començar a declinar i Asaf Jah I, un general i governador, es va fer independent al Dècan amb el títol de nizam (1724).
El 1873 fou declarada capital del districte de Gulbarga i el 1874 va esdevenir capital de la divisió de Gulbarga.
Gulbarga fou part del Principat d'Hyderabad fins a la seva ocupació militar per l'Índia el 1948. Hyderabad va esdevenir una província (1949-1950) i un estat (1950-1956) fins que l'1 de novembre de 1956 fou integrat a Andhra Pradesh excepte una part que, seguint criteris lingüístics, va anar a Mysore, part en la que hi havia Gulbarga.
L'avi d'Haidar Ali de Mysore era faquir a Gulbarga i el mateix Haidar Ali, musulmà xiïta, hi va néixer.

## Fortalesa
La fortalesa de Gulbarga fou construïda per Raja Gulchand, i reforçada després per Ala al-Din Bahmani; està formada per 15 torres amb 26 canons, i inclou una mesquita (Jama Masjid) en l'estil de la Còrdova; a la part oriental de la ciutat hi ha les tombes dels sultans de Gulbarga. Prop de la tomba de Khwaja Banda Nawaz hi ha una mesquita construïda per Aurangzeb el 1687. A la ciutat hi ha el santuari d'un destacat santó musulmà, i alguns temples (Sharana Basaveshwara, Sri Sai Baba, Sri Ram Mandir i Sri Bhavani Shankar o Sri Sadashiv Maharaj). Sri Kshetra Ghangapur és un lloc famós de pelegrinatge del deu Sri Sadguru Dattarya, i es troba proper a la ciutat. Una peregrinació anual es fa a la tomba de Khwaja Bande Nawaz Darga.